# توربو (انتیوکیا)
توربو (انتیوکیا) (به اسپانیایی: Turbo, Colombia) یک سکونتگاه مسکونی در کلمبیا است که در insular region واقع شده‌است.

## خصوصیات
توربو ۱۲۶٬۰۲۵ نفر جمعیت دارد و ۲ متر بالاتر از سطح دریا واقع شده‌است.